# Jenna Russell

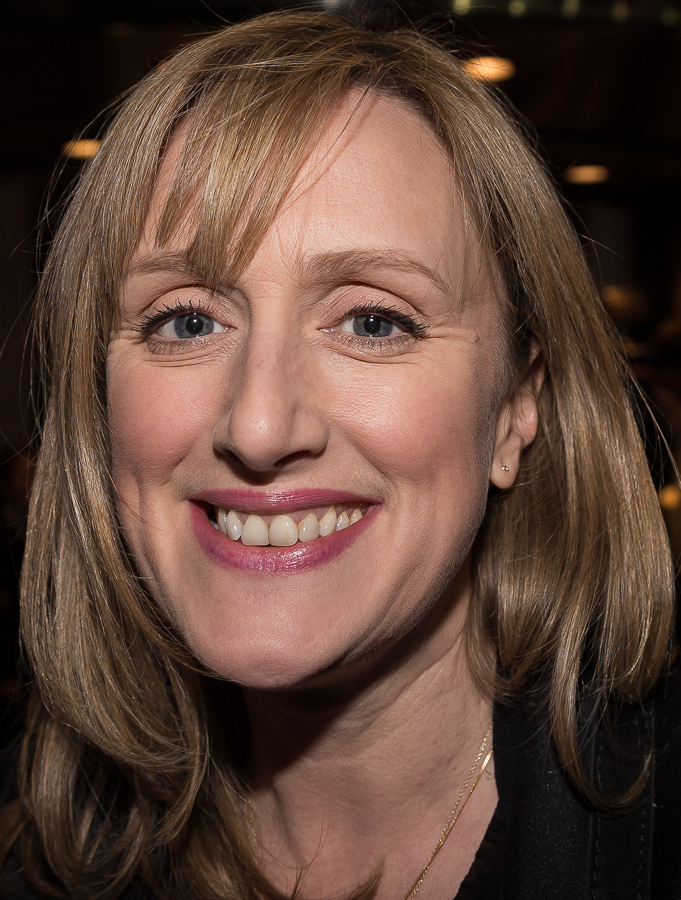
Jenna Russell (2015)

Jenna Russell (* 5. Oktober 1967 in Paddington, London, England) ist eine britische Theater- und Filmschauspielerin.
Russell sang die Titellieder zu Red Dwarf im Jahr 1988 und Office Gossip im Jahr 2001.
In der Science-Fiction-Serie Doctor Who verkörperte Russell in zwei Folgen eine Abteilungsleiterin.
Bei den Tony Awards 2008 erhielt sie eine Nominierung für die „Beste Hauptdarstellerin in einem Musical“ für das Musical Sunday in the Park with George. Dabei trat sie in dem in New York City gelegenen Studio 54 auf. Ab September 2005 verkörperte Russell den Charakter Sergeant Sarah Brown in dem Musical Guys and Dolls, in dem auch Ewan McGregor mitwirkte. Im November 2006 trat Russell in dem Theaterstück Amy’s View von David Hare am Garrick Theater in London auf.
Im Jahr 2011 trat sie in dem Musical Into the Woods auf.
Russell ist mit dem Schauspieler Raymond Coulthard liiert.

## Filmografie (Auswahl)
- 1989–1995: The Bill (Fernsehserie, 4 Folgen)
- 2005: Doctor Who (Fernsehserie, 2 Folgen)
- 2012: The Paradise (Fernsehserie, 2 Folgen)
- 2014: Call the Midwife – Ruf des Lebens (Call the Midwife, Fernsehserie, 1 Folge)
- 2015: Mortdecai – Der Teilzeitgauner (Mortdecai)
- 2016–2018: EastEnders (Fernsehserie, 125 Folgen)
- 2021: Inspector Barnaby (Midsomer Murders, Fernsehserie, 1 Folge)
- 2022: Gentleman Jack (Fernsehserie, 2 Folgen)